# Amblymora instabilis
Amblymora instabilis là một loài bọ cánh cứng trong họ Cerambycidae.